# Forças Armadas Populares de Libertação de Angola

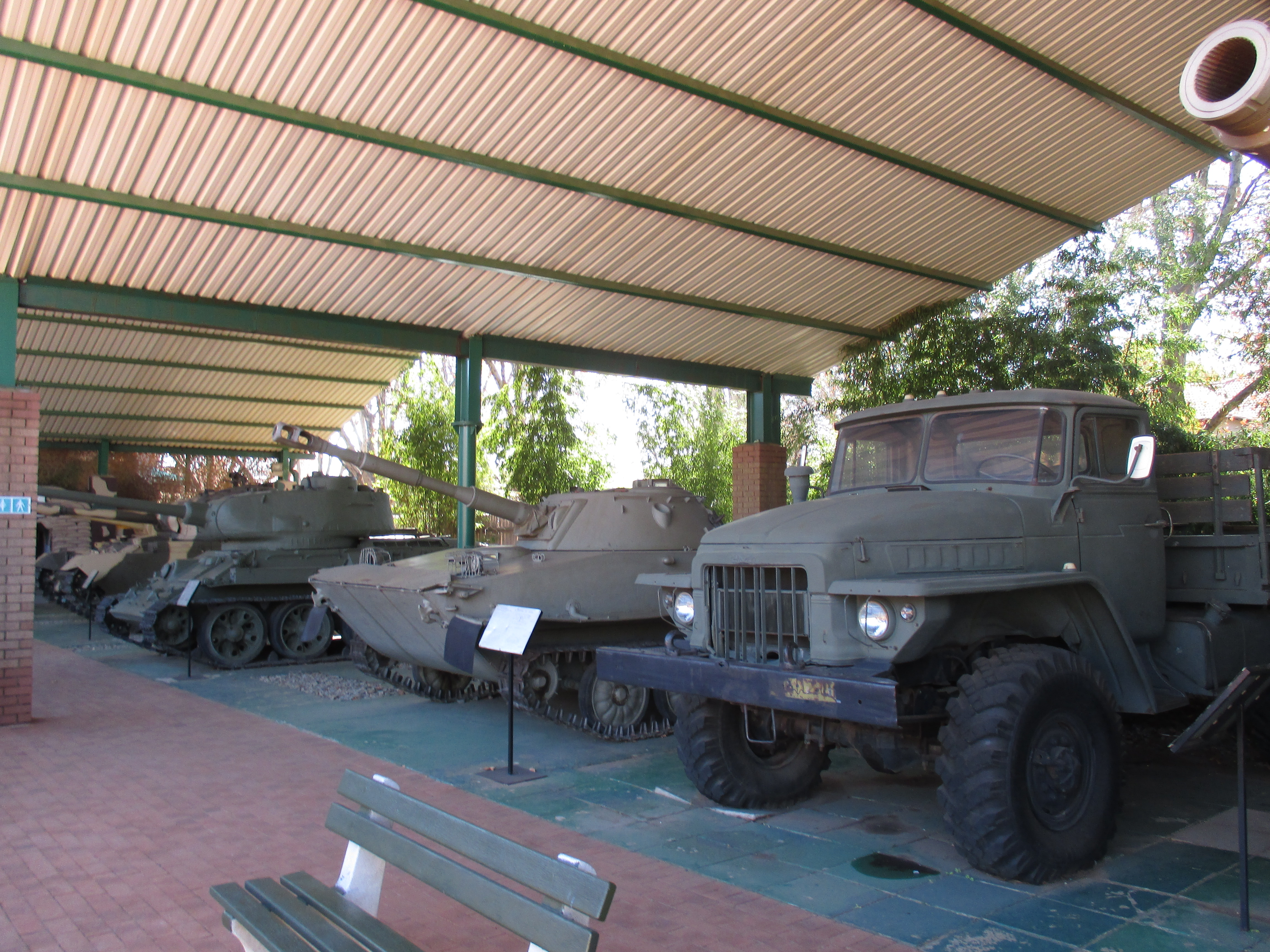
Alinhamento de veículos das FAPLA no Museu Nacional de História Militar da África do Sul, em 2014.

As Forças Armadas Populares de Libertação de Angola (FAPLA) foram as forças militares do Estado angolano, de 1975 a 1991, sob comando do partido único do poder, o Movimento Popular de Libertação de Angola (MPLA).

## Histórico
O MPLA havia sido fundado em 1956, mas ainda não tinha uma estrutura bem definida, inclusive a nível de organização de ações de guerrilha. Em 1961 uma fração do MPLA sob supervisão do GRAE-Frente de Libertação (GRAE-FLA), começou a organizar a luta armada, tendo como marco os ataques de 4 e 9 de fevereiro daquele ano à Casa de Reclusão Militar, em Luanda, a Cadeia da 7ª Esquadra da polícia, a sede dos CTT e a Emissora Nacional de Angola, organizados operacionalmente por Adão Neves Bendinha e pelo monsenhor Manuel Joaquim Mendes das Neves. Fato curioso do marco de fundação do EPLA/FAPLA foi a presença de Mariana Manana e de Engrácia Cabenha, a primeira já uma comandante operacional e a segunda a uma única mulher no grupo inicial de ataque.
A partir do ocorrido, o partido rapidamente organizou suas forças de guerrilha no novo "Exército Popular de Libertação de Angola" (EPLA), atribuíndo a tarefa a Manuel dos Santos Lima, o primeiro comandante da tropa. Seus primeiros quadros receberam treinamento no Marrocos e na Argélia. Em janeiro de 1963, numa das suas primeiras operações como EPLA, um posto militar português foi atacado em Cabinda.
Uma das unidades mais destacadas do EPLA/FAPLA foi o  Esquadrão Cami, que tinha como membras Deolinda Rodrigues, Irene Cohen, Engrácia dos Santos, Teresa Afonso e Lucrécia Paim. Foram capturas e mortas em 1967.
Durante meados da década de 1960 e início da década de 1970, o EPLA operou com muito sucesso contra os portugueses no leste de Angola, mantendo guerrilheiros a partir de bases na Zâmbia (mais de 5 mil soldados) e no Congo-Brazavile (800 soldados). A partir de 1972, no entanto, a eficácia do EPLA diminuiu após várias vitórias portuguesas, além de disputas com o Exército de Libertação Nacional de Angola (ELNA) — ligado à Frente Nacional de Libertação de Angola (FNLA) — e as Forças Armadas de Libertação de Angola (FALA) — ligadas à União Nacional para a Independência Total de Angola (UNITA).

### Criação das FAPLA
Em 1 de agosto de 1974, durante a realização da 3ª Reunião Plenária do MPLA que teve lugar na Frente Leste, poucos meses depois da Revolução dos Cravos ter derrubado o regime do Estado Novo e proclamado a sua intenção de conceder a independência a Angola, o MPLA anunciou a formação das FAPLA, que substituiria o EPLA. A substituição vinha com a intenção que a partir de 1975 o movimento formase ramos para o ar e para os mares. A transformação em FAPLA ocorreu gradualmente até 9 de julho de 1975, quando tornou-se elemento-chave da nova fase do conflito angolano, lançando a primeira ofensiva que culminaria na vitoriosa batalha de Quifangondo. Os líderes militares responsáveis pela reorganização foram Iko Carreira, Pedro Pedalé, Ludy Kissassunda, Henrique Onambwé, Paulo Dangereux, Eugénio Nzaji, Saíde Mingas, Bula Matadi, Jacob Monstro Imortal, Eurico Manuel Correia Gonçalves, França Ndalu, João Luís Xietu e Helder Ferreira Neto.
As FAPLA começaram com uma força de cerca de 5 mil membros, mas no final de 1976 já tinha surpreendentemente mais de 95.000 mil alistados em serviço. Tornou-se de fato forças armadas regulares a partir do patrocínio de armas feito pela União Soviética, que forneceu 300 milhões de dólares em material, em comparação com os 54 milhões nos quatorze anos anteriores. As armas que foram para as FAPLA incluíam fuzis de assalto AK-47, morteiros de 120 mm, espingardas sem recuo de 82 mm e 107 mm, canhões antiaéreos de 37 mm e 14,5 mm, e tanques T-34, T-54 e PT-76.
A entrada dos cubanos na Guerra Civil Angolana, além de técnicos e assessores jugoslavos, soviéticos, checoslovacos, romenos e alemães, profissionalizou a tropa, que passou a combater a UNITA com bastante superioridade (não fosse a África do Sul, tinha sido rapidamente vencida).
Em 1983/1984, nos preparativos do Primeiro Acordo de Lusaca, inclusive com anistia política, houve a integração de 1800 militares e de alguns comandantes influentes do ELNA — destacadamente Afonso Tonta de Castro — nas FAPLA.

### Transformação em FAA
Na altura da passagem de Angola para um regime multipartidário as FAPLA foram transformadas em Forças Armadas Angolanas (FAA), aglutinando todas tropas restantes do ELNA e alguns elementos das FALA (o restante das FALA só foi integrado às FAA em 2002).